# Turanoceratops
Turanoceratops ("rohatá tvář z Turanu") byl rod ceratopsoidního dinosaura, objeveného v sedimentech souvrství Bissekty na území Uzbekistánu.

## Popis
Žil v oblasti střední Asie během období svrchní křídy asi před 90 miliony let (geologický stupeň turon). V současnosti je to jeden ze dvou známých zástupců čeledi Ceratopsidae (pakliže do ní spadal), žijící mimo území Severní Ameriky. Jeho délka je odhadována na nejméně 2 metry a hmotnost asi na 175 kilogramů.

## Klasifikace

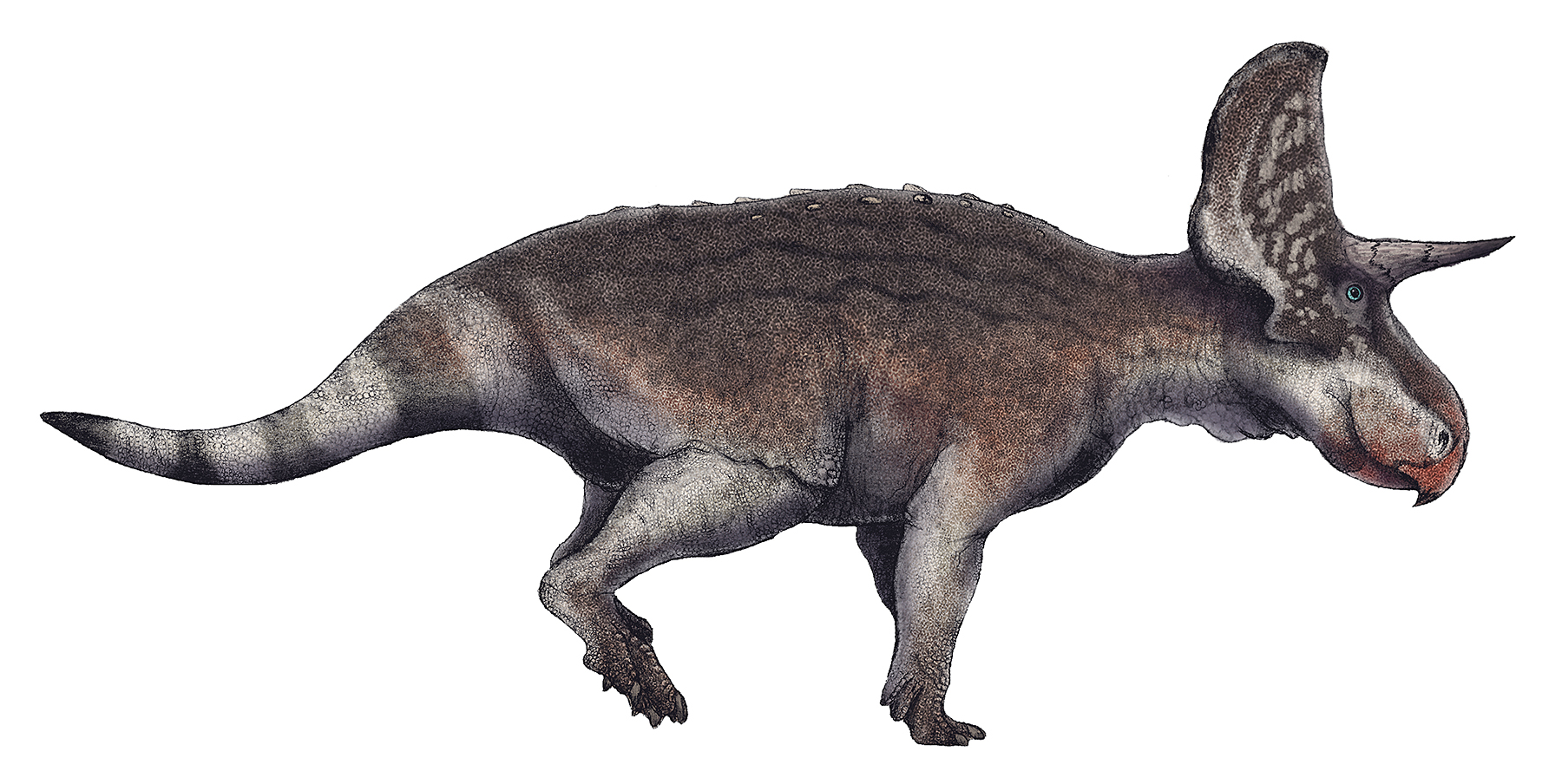
Turanoceratops tardabilis - rekonstrukce vzezření

Turanoceratops byl příslušníkem skupiny rohatých dinosaurů, neboli ceratopsů. Šlo o skupinu býložravých čtvernožců s jakoby papouščím zobákem, žijící v křídovém období na území Severní Ameriky a Asie. Novější studie paleontologů H.-D. Suese a A. Averianova z roku 2009 potvrzuje, že T. tardabilis je zřejmě prvním ceratopsidem, objeveným v Asii.

## Paleoekologie
Turanoceratops sdílel ekosystémy s mnoha dalšími organismy, včetně jiných dinosauřích taxonů. Mezi jeho hlavní predátory mohl patřit například čtyřmetrový tyranosauroid rodu Timurlengia nebo ještě větší karcharodontosaur rodu Ulughbegsaurus.